# Nofoalii
Nofoalii – miejscowość w Samoa, na wyspie Upolu. Według danych szacunkowych na rok 2016 liczy 2 018 mieszkańców.